# Верджел (Південна Дакота)
Верджел (англ. Virgil) — місто (англ. town) в США, в окрузі Бідл штату Південна Дакота. Населення — 26 осіб (2020).

## Географія
Верджел розташований за координатами 44°17′27″ пн. ш. 98°25′39″ зх. д. / 44.29083° пн. ш. 98.42750° зх. д. (44.290937, -98.427600).  За даними Бюро перепису населення США в 2010 році місто мало площу 2,59 км², уся площа — суходіл.

## Демографія
Згідно з переписом 2010 року, у місті мешкало 16 осіб у 9 домогосподарствах у складі 5 родин. Густота населення становила 6 осіб/км².  Було 14 помешкання (5/км²).
Расовий склад населення:
| - 100,0 % — білих |

До двох чи більше рас належало 0,0 %. Частка іспаномовних становила 0,0 % від усіх жителів.
За віковим діапазоном населення розподілялося таким чином: 12,5 % — особи молодші 18 років, 62,5 % — особи у віці 18—64 років, 25,0 % — особи у віці 65 років та старші. Медіана віку мешканця становила 52,5 року. На 100 осіб жіночої статі у місті припадало 128,6 чоловіків;  на 100 жінок у віці від 18 років та старших — 133,3 чоловіків також старших 18 років.
Середній дохід на одне домашнє господарство  становив 46 133 долари США (медіана — 53 125), а середній дохід на одну сім'ю — 45 417 доларів (медіана — 53 750). 
Цивільне працевлаштоване населення становило 1 особа. Основні галузі зайнятості: транспорт — 100,0 %.